# NGC 7838
NGC 7838 (другие обозначения — PGC 525, MCG 1-1-36, ZWG 408.34, ARP 246) — спиральная или линзовидная галактика на расстоянии около 500 миллионов световых лет в созвездии Рыб. Галактику открыл астроном Альберт Март 29 ноября 1864 года. NGC 7838, как предполагается, взаимодействует с NGC 7837, формируя объект Arp 246.
Этот объект входит в число перечисленных в оригинальной редакции «Нового общего каталога».